# 康拉德·德拉富恩特
康拉德·德拉富恩特（英語：Konrad de la Fuente，2001年7月16日—）是美国足球运动员，场上司职边锋。現效力於瑞士足球超级联赛球队洛桑体育，曾经效力西甲球队巴塞罗那。

## 俱乐部生涯

### 青年队
德拉富恩特出生在美国，他的父母是来自海地的多米尼加后裔。德拉富恩特的父亲在他10岁的时候在巴塞罗那的海地领事馆找到了一份工作，于是他们一家去往了西班牙生活。在他为当地的CF达姆踢球的时候，他被巴萨青训营拉玛西亚发现并给予了他为巴萨踢球的机会。自2013年加入以来，他一直在拉玛西亚中持续发展。他拥有海地血统，也持有着西班牙护照。

### 巴萨预备队
2018年12月1日，在巴萨预备队对巴伦西亚梅斯塔利亚的比赛中，德拉富恩特在比赛临近结束时替补上场，完成了预备队首秀。他在这场比赛中出场了12分钟，但是他在最后阶段送出了一粒点球，造成了巴萨预备队1-2落后于对手，而他的队友阿劳霍在读秒的时候绝平对手，将比分定格在了2-2。
他在2019年12月15日3-1战胜拉努西亚CF为球队首次首发出战，他在第70分钟被莫雷尔换下。
德拉富恩特在2020年2月2日2-1战胜AE普拉特的第81分钟替补登场，并在伤停补时绝杀对手，帮助球队赢得了胜利。这粒进球也是他巴萨生涯的第一粒进球。

### 巴塞罗那
德拉富恩特在2020年11月24日一场欧冠小组赛巴萨4-0击败基辅迪纳摩的比赛中换下了队友特林康，完成了他的成年队首秀。

## 国家队生涯
德拉富恩特是美国各级国字号的常客，他曾入选过美国的U16，U18，和U20。
2019年7月，他入选了美国U20参加波兰U-20世界杯的大名单。他参加了美国队的每一场比赛，直到在1/4决赛输给厄瓜多尔出局。
他在2020年11月美国对威尔士和巴拿马的友谊赛之前收到了他的首次成年国家队征召。2020年11月12日，在美国对威尔士的比赛中，德拉富恩特首发出战，并在第71分钟被拉涅兹换下，完成了他的成年国家队首秀。

## 生涯数据
最後更新：2021年1月10日
| 俱乐部     | 赛季    | 联赛   | 联赛 | 联赛 | 杯赛 | 杯赛 | 欧战 | 欧战 | 其他 | 其他 | 总   | 总   |
| 俱乐部     | 赛季    | 级别   | 出场 | 进球 | 出场 | 进球 | 出场 | 进球 | 出场 | 进球 | 出场 | 进球 |
| ---------- | ------- | ------ | ---- | ---- | ---- | ---- | ---- | ---- | ---- | ---- | ---- | ---- |
| 巴萨预备队 | 2018–19 | 西乙B  | 1    | 0    | 0    | 0    | –    | –    | –    | –    | 1    | 0    |
| 巴萨预备队 | 2019–20 | 西乙B  | 3    | 1    | 0    | 0    | –    | –    | 3    | 2    | 6    | 3    |
| 巴萨预备队 | 2020–21 | 西乙B  | 7    | 1    | 0    | 0    | –    | –    | –    | –    | 7    | 1    |
| 巴萨预备队 | 总      | 总     | 11   | 2    | 0    | 0    | –    | –    | 3    | 2    | 14   | 4    |
| 巴塞罗那   | 2020–21 | 西甲   | 0    | 0    | 0    | 0    | 2    | 0    | 0    | 0    | 2    | 0    |
| 生涯总     | 生涯总  | 生涯总 | 11   | 2    | 0    | 0    | 2    | 0    | 3    | 2    | 16   | 4    |

1. ↑  在西乙B附加赛中有3次出场
2. ↑  欧冠中的出场